# Euroleague Basketball 2005-2006
L'Eurolega di pallacanestro 2005-2006 ha visto la vittoria del CSKA Mosca. Anthony Parker venne nominato MVP della regular season, e Theodōros Papaloukas, MVP delle Final Four.

## Squadre partecipanti
| Italia - Fortitudo Bologna - Olimpia Milano - Pall. Treviso - Mens Sana Siena | Spagna - Barcellona - Real Madrid - Saski Baskonia - Málaga | Grecia - AEK Atene - Olympiakos - Panathīnaïkos | Francia - Pau-Lacq-Orthez - Strasburgo | Lituania - Lietuvos rytas - Žalgiris Kaunas |
| Turchia - Efes Pilsen - Ülkerspor                                             | Croazia - Cibona Zagabria                                   | Germania - Bamberga                             | Israele - Maccabi Tel Aviv             | Polonia - Sopot                             |
| Russia - CSKA Mosca                                                           | Serbia e Montenegro - Partizan                              | Slovenia - Olimpija Lubiana                     |                                        |                                             |

## Regular Season

### Gruppo A
|    | Squadra          | Pld | W  | L  | PF   | PA   | Diff |
| -- | ---------------- | --- | -- | -- | ---- | ---- | ---- |
| 1. | TAU Cerámica     | 14  | 11 | 3  | 1130 | 976  | +154 |
| 2. | Climamio Bologna | 14  | 10 | 4  | 1114 | 989  | +125 |
| 3. | Žalgiris Kaunas  | 14  | 9  | 5  | 1065 | 1037 | +28  |
| 4. | Benetton Treviso | 14  | 8  | 6  | 1042 | 1134 | +8   |
| 5. | Bamberg          | 14  | 7  | 7  | 975  | 1023 | −48  |
| 6. | Olimpija Lubiana | 14  | 5  | 9  | 1059 | 1080 | −21  |
| 7. | SIG Strasburgo   | 14  | 3  | 11 | 972  | 1058 | −86  |
| 8. | AEK Atene        | 14  | 3  | 11 | 940  | 1100 | −160 |

### Gruppo B
|    | Squadra                 | Pld | W | L | PF   | PA   | Diff |
| 1. | Maccabi Tel Aviv        | 14  | 9 | 5 | 1220 | 1135 | +85  |
| 2. | Efes Pilsen             | 14  | 9 | 5 | 1025 | 995  | +30  |
| 3. | Lietuvos Rytas          | 14  | 8 | 6 | 1068 | 1012 | +56  |
| 4. | Winterthur FC Barcelona | 14  | 7 | 7 | 1079 | 1021 | +58  |
| 5. | Olympiakos              | 14  | 7 | 7 | 1085 | 1059 | +26  |
| 6. | Cibona Zagabria         | 14  | 6 | 8 | 917  | 1054 | −137 |
| 7. | Prokom Trefl            | 14  | 5 | 9 | 997  | 1066 | −69  |
| 8. | Olimpia Milano          | 14  | 5 | 9 | 1036 | 1085 | −49  |

### Gruppo C
|    | Squadra           | Pld | W  | L  | PF   | PA   | Diff |
| 1. | Unicaja Málaga    | 14  | 12 | 2  | 1100 | 1015 | +85  |
| 2. | Panathinaikos     | 14  | 12 | 2  | 1219 | 1063 | +156 |
| 3. | CSKA Mosca        | 14  | 10 | 4  | 1116 | 950  | +166 |
| 4. | Real Madrid       | 14  | 7  | 7  | 1012 | 1004 | +8   |
| 5. | Ülkerspor         | 14  | 5  | 9  | 1000 | 1055 | −55  |
| 6. | Montepaschi Siena | 14  | 4  | 10 | 1001 | 1055 | −54  |
| 7. | Pau-Orthez        | 14  | 4  | 10 | 971  | 1103 | −132 |
| 8. | Partizan Belgrado | 14  | 2  | 12 | 978  | 1152 | −174 |

## Top 16

### Gruppo D
|    | Squadra                  | Pld | W | L | PF  | PA  | Diff |
| -- | ------------------------ | --- | - | - | --- | --- | ---- |
| 1. | Winterthur FC Barcellona | 6   | 5 | 1 | 448 | 434 | +14  |
| 2. | Olympiakos               | 6   | 4 | 2 | 490 | 450 | +40  |
| 3. | Unicaja Málaga           | 6   | 3 | 3 | 447 | 435 | +12  |
| 4. | Žalgiris Kaunas          | 6   | 0 | 6 | 425 | 491 | −66  |

### Gruppo E
|    | Squadra          | Pld | W | L | PF  | PA  | Diff |
| -- | ---------------- | --- | - | - | --- | --- | ---- |
| 1. | Maccabi Tel Aviv | 6   | 5 | 1 | 491 | 448 | +43  |
| 2. | Real Madrid      | 6   | 4 | 2 | 446 | 412 | +34  |
| 3. | Climamio Bologna | 6   | 2 | 4 | 469 | 477 | −8   |
| 4. | Ülkerspor        | 6   | 1 | 5 | 415 | 484 | −69  |

### Gruppo F
|    | Squadra        | Pld | W | L | PF  | PA  | Diff |
| -- | -------------- | --- | - | - | --- | --- | ---- |
| 1. | CSKA Mosca     | 6   | 5 | 1 | 441 | 391 | +50  |
| 2. | TAU Cerámica   | 6   | 4 | 2 | 453 | 422 | +31  |
| 3. | Lietuvos Rytas | 6   | 3 | 3 | 422 | 427 | −5   |
| 4. | Bamberg        | 6   | 0 | 6 | 374 | 450 | −76  |

### Gruppo G
|    | Squadra          | Pld | W | L | PF  | PA  | Diff |
| -- | ---------------- | --- | - | - | --- | --- | ---- |
| 1. | Panathinaikos    | 6   | 3 | 3 | 447 | 419 | +28  |
| 2. | Efes Pilsen      | 6   | 3 | 3 | 446 | 447 | −1   |
| 3. | Benetton Treviso | 6   | 3 | 3 | 476 | 488 | −12  |
| 4. | Cibona Zagabria  | 6   | 3 | 3 | 458 | 473 | −15  |

## Quarti di finale
|        |             | Punteggio |             | Luogo                         | Data           |
| ------ | ----------- | --------- | ----------- | ----------------------------- | -------------- |
| Gara 1 | Barcellona  | 72 - 58   | Real Madrid | Palau Blaugrana, Barcellona   | 4 aprile 2006  |
| Gara 2 | Real Madrid | 84 - 78   | Barcellona  | Palacio de Vistalegre, Madrid | 6 aprile 2006  |
| Gara 3 | Barcellona  | 76 - 70   | Real Madrid | Palau Blaugrana, Barcellona   | 13 aprile 2006 |

|        |                  | Punteggio |                  | Luogo                                       | Data           |
| ------ | ---------------- | --------- | ---------------- | ------------------------------------------- | -------------- |
| Gara 1 | Maccabi Tel Aviv | 87 - 78   | Olympiakos       | Nokia Arena, Tel Aviv                       | 4 aprile 2006  |
| Gara 2 | Olympiakos       | 76 - 70   | Maccabi Tel Aviv | Stadio della pace e dell'amicizia, Il Pireo | 6 aprile 2006  |
| Gara 3 | Maccabi Tel Aviv | 77 - 73   | Olympiakos       | Nokia Arena, Tel Aviv                       | 13 aprile 2006 |

|        |             | Punteggio |             | Luogo                       | Data          |
| ------ | ----------- | --------- | ----------- | --------------------------- | ------------- |
| Gara 1 | CSKA Mosca  | 66 - 57   | Efes Pilsen | CSKA USH, Mosca             | 4 aprile 2006 |
| Gara 2 | Efes Pilsen | 71 - 75   | CSKA Mosca  | Abdi İpekçi Arena, Istanbul | 6 aprile 2006 |

|        |                | Punteggio |                | Luogo                         | Data           |
| ------ | -------------- | --------- | -------------- | ----------------------------- | -------------- |
| Gara 1 | Panathīnaïkos  | 72 - 58   | Saski Baskonia | O.A.K.A, Amarousio            | 4 aprile 2006  |
| Gara 2 | Saski Baskonia | 85 - 79   | Panathīnaïkos  | Fernando Buesa Arena, Vitoria | 6 aprile 2006  |
| Gara 3 | Panathīnaïkos  | 71 - 74   | Saski Baskonia | O.A.K.A, Amarousio            | 12 aprile 2006 |

## Final Four

### Semifinali
|  | Maccabi Tel Aviv | 85 – 70 | Saski Baskonia | Sazka Arena, Praga | 28 aprile 2006 |

|  | Barcellona | 75 – 84 | CSKA Mosca | Sazka Arena, Praga | 28 aprile 2006 |

### Finale 3º/4º posto
|  | Barcellona | 82 – 87 | Saski Baskonia | Sazka Arena, Praga | 30 aprile 2006 |

### Finale 1º/2º posto
|  | CSKA Mosca | 73 – 69 | Maccabi Tel Aviv | Sazka Arena, Praga | 30 aprile 2006 |

| Eurolega 2005-2006   |
| -------------------- |
| CSKA Mosca 5º titolo |

## Formazione vincitrice
| N° | Naz.                   | Ruolo | Sportivo              |  | Alt. |  |
| -- | ---------------------- | ----- | --------------------- |  | ---- |  |
| 4  | Grecia (bandiera)      | P     | Theodōros Papaloukas  |  | 200  |  |
| 5  | Russia (bandiera)      | AP    | Nikita Kurbanov       |  | 202  |  |
| 6  | Russia (bandiera)      | AG    | Sergej Panov          |  | 205  |  |
| 7  | Russia (bandiera)      | G     | Vasilij Zavoruev      |  | 196  |  |
| 8  | Slovenia (bandiera)    | AG    | Matjaž Smodiš         |  | 205  |  |
| 9  | Stati Uniti (bandiera) | AP    | David Vanterpool      |  | 194  |  |
| 10 | Russia (bandiera)      | P     | J.R. Holden           |  | 185  |  |
| 11 | Russia (bandiera)      | G     | Zachar Pašutin        |  | 196  |  |
| 12 | Russia (bandiera)      | AP    | Vladimir Djačok       |  | 204  |  |
| 13 | Australia (bandiera)   | C     | David Andersen        |  | 212  |  |
| 14 | Russia (bandiera)      | C     | Aleksej Savrasenko    |  | 215  |  |
| 15 | Russia (bandiera)      | C     | Anatolij Kaširov      |  | 215  |  |
| 21 | Stati Uniti (bandiera) | G     | Trajan Langdon        |  | 192  |  |
| 22 | Belgio (bandiera)      | C     | Tomas Van Den Spiegel |  | 213  |  |
|    | Italia (bandiera)      | All.  | Ettore Messina        |  |      |  |

## Premi

### Riconoscimenti individuali
- Euroleague MVP:  Anthony Parker,  Maccabi Tel Aviv
- Euroleague Final Four MVP:  Theodōros Papaloukas,  CSKA Mosca
- Rising Star Trophy:  Andrea Bargnani,  Benetton Treviso
- Euroleague Best Defender:  Dīmītrīs Diamantidīs,  Panathinaikos
- Alphonso Ford Trophy:  Drew Nicholas,  Benetton Treviso
- Aleksandr Gomel'skij Coach of the Year:  Ettore Messina,  CSKA Mosca
- Euroleague Club Executive of the Year:  Sergey Kushchenko,  CSKA Mosca

### Quintetti ideali
- All-Euroleague First Team:
  -  Theodōros Papaloukas,  CSKA Mosca
  -  Juan Carlos Navarro,  Winterthur FC Barcelona
  -  Anthony Parker,  Maccabi Tel Aviv
  -  Luis Scola,  TAU Cerámica
  -  Nikola Vujčić,  Maccabi Tel Aviv
- All-Euroleague Second Team:
  -  Pablo Prigioni,  TAU Ceramica
  -  Vasilīs Spanoulīs,  Panathinaikos
  -  Trajan Langdon,  CSKA Mosca
  -  Jorge Garbajosa,  Club Baloncesto Málaga
  -  Darjuš Lavrinovič,  Zalgiris Kaunas